# Pinnatella alopecuroides
Pinnatella alopecuroides är en bladmossart som beskrevs av Fleischer 1906. Pinnatella alopecuroides ingår i släktet Pinnatella och familjen Neckeraceae. Inga underarter finns listade i Catalogue of Life.